# Hajts Béla
Hajts Béla (Igló, 1872. január 11. - Igló, 1926. szeptember 11.) iglói tanár, természettudós, barlangász, pomológus, a Szlovák paradicsom népszerűsítője.

## Élete
Hajts Lajos és Weisz Emília fia.
Az iglói gimnáziumban tanult, majd 1893-ban tanügyi pályára lépett. Budapesten tanult természettudományokat. Gróf Csáky Gyula szepesi főispánnál lett nevelő. Rövid ideig Késmárkon is tanított. 1894-től az iglói fiúiskola tanítója volt. 1904-ben bátyjával Iglón kis csillagvizsgálót hozott létre. 1910-ben a Halley-üstököst figyelte. A meteorológia is érdekelte.
1898-1913 között Magyarországi Kárpát-egyesület Iglói Osztályának jegyzője, majd később elnöke volt. 1909-1913 között a MKE Évkönyve szerkesztőbizottsági tagja, 1914-ig a MKE központi választmányának tagja, 1913-ban a vezető- és építőbizottság tagja, 1917-től az MTSz Feltáró és kirándulási bizottság tagja. A Karpathenverein tiszteletbeli tagja, a központi választmány, a múzeumi és a szerkesztő bizottság tagja volt, a Kárpáti Múzeum régészeti osztályának elnöke volt. A Szepesi Tanító Egyesület, az iglói dalegylet és olvasókör tagja.
Mivel nem tette le a hűségesküt, a csehszlovák államfordulat után elvesztette tanári állását.

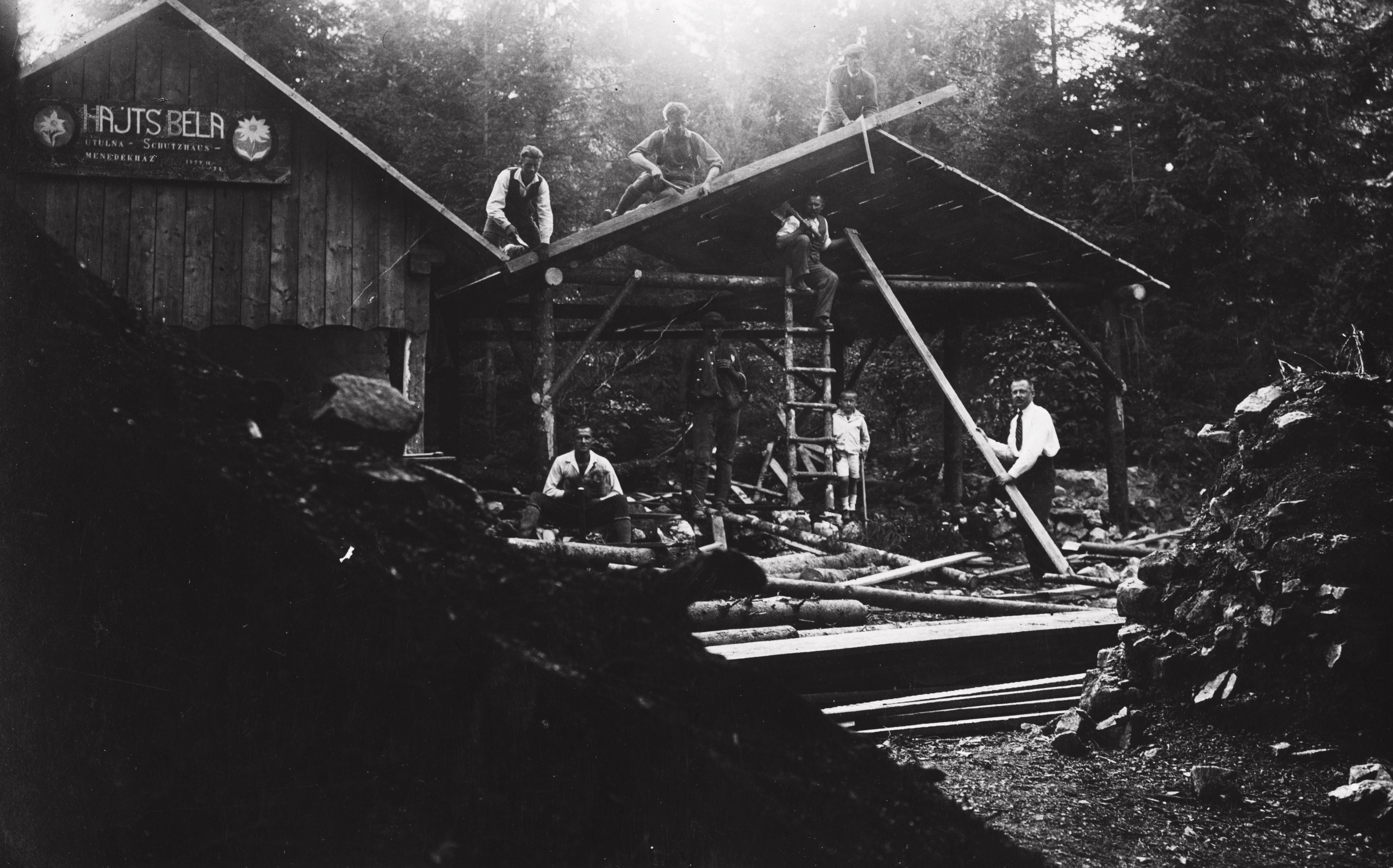
"Hajts Béla" menedékház Menedékkőn

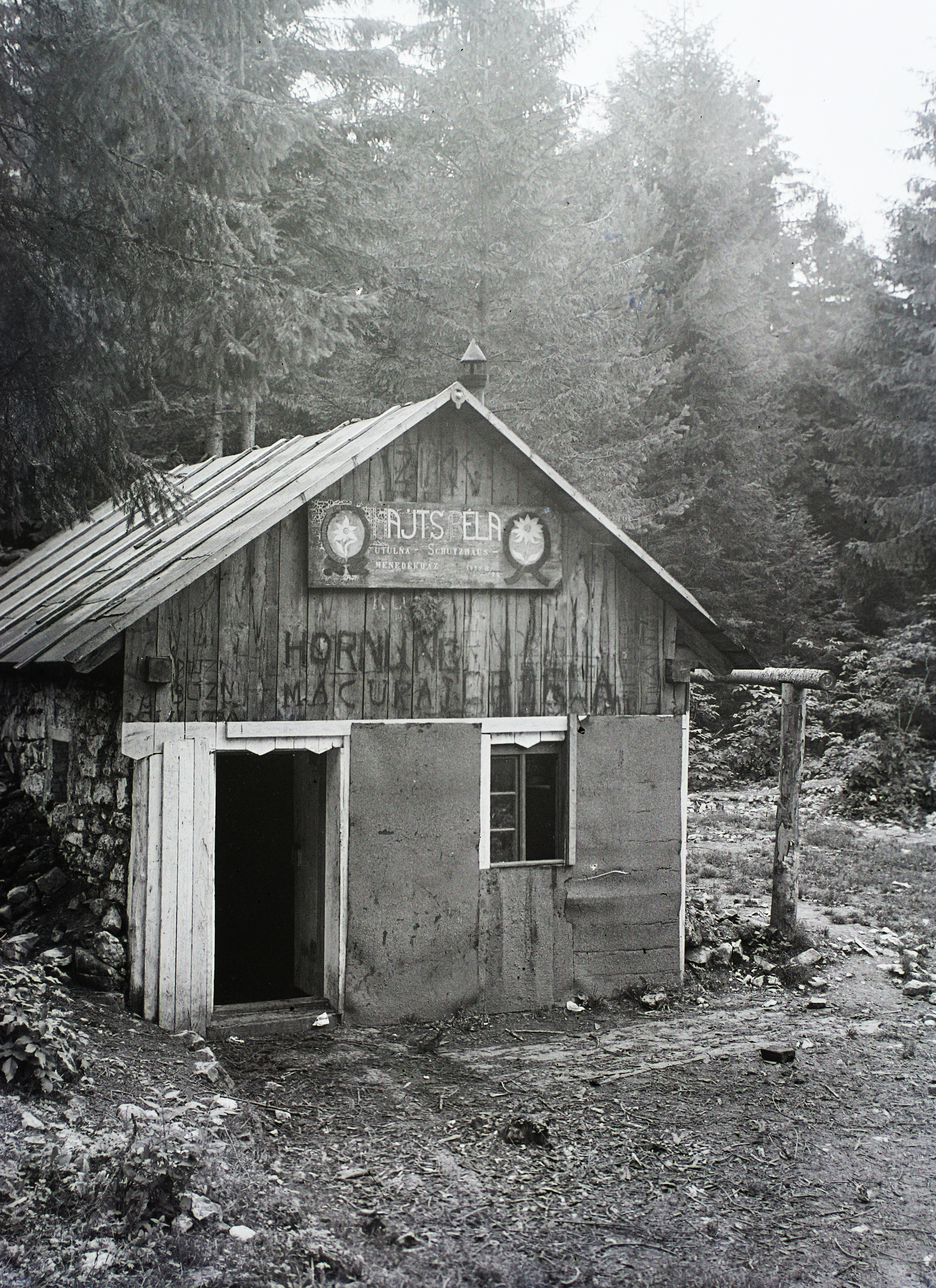
"Hajts Béla" menedékház Menedékkőn

Több Igló környéki barlang feltárója, a Szlovák paradicsom feltárója és névadója („Felső-Magyarország Paradicsoma”) volt. A Magas-Tátra és Igló környékének feltárója és kiépítője. A Kápolna-, a Meszléri- és Karoliny-vízeséseknél az Iglói Osztály tagjainak közreműködésével előbb fa-, később vaslétrákat és átjárókat készítve tárta fel a Kiszel-szurdok (Kyseľ) szépségeit. A Menedékkő-fennsíkon az osztály vezetése alatt felépítették a róla elnevezett, 1922. szeptember 23-án átadott első menedékházat, és ennek közelében a Posewitz-lugast. Vezetése mellett tárták fel a Porácsi-, Kotterbachi-, Barát-, Ördög-, Rózsa-, Medvelyuk-barlangokat, s látták el sodronnyal a „Hajts-tölcsért”. Újságokban megjelent cikkei, fényképei, kirándulásai a paradicsom népszerűsítését szolgálták. Régészeti kutatásokat és leírásokat is végzett, gyűjtései a Poprádi Múzeum régészeti gyűjteményébe kerültek.
Felesége Kauffmann Irma (1876-1944) volt. Hajts Lajos (1866-1933) geográfus, térképész, honvédtábornok öccse. Tanítványa volt Rokfalusy Lajos (1887-1974) tanító, hegymászó.

## Emlékezete
- Latin nyelvű emléktáblája a Kiszel-szurdokban[3]
- 2018 Emléktáblája Iglón az egykori csillagvizsgáló falán

## Művei
Írói álneve Propagátor.